# Orbitale di valenza
L'orbitale di valenza è un concetto fondamentale della chimica che si riferisce all'orbitale più esterno di un atomo che contiene elettroni coinvolti nelle reazioni chimiche. Questo orbitale è di particolare importanza perché determina le proprietà chimiche dell'atomo e il modo in cui esso si lega ad altri atomi per formare molecole.

## Definizione
L'orbitale di valenza è definito come l'orbitale più alto in energia che contiene elettroni, e può essere rappresentato graficamente da un diagramma di elettroni di valenza. Questo diagramma mostra gli elettroni di valenza come punti su un diagramma a forma di scatola, dove ogni scatola rappresenta un orbitale atomico. L'orbitale di valenza è la scatola più esterna nel diagramma. 

## Struttura
L'orbitale di valenza può avere diverse forme, a seconda dell'atomo di cui fa parte. Ad esempio, l'orbitale di valenza dell'idrogeno è un orbitale sferico, mentre quello del carbonio è un orbitale a forma di "p". In generale, l'orbitale di valenza può essere descritto come un'area di spazio intorno al nucleo dell'atomo dove gli elettroni sono più probabili di essere trovati.

## Ruolo nelle reazioni chimiche
L'orbitale di valenza è importante perché determina il modo in cui gli atomi si legano per formare le molecole. Quando gli atomi si avvicinano, gli orbitali di valenza si sovrappongono e gli elettroni di valenza si distribuiscono tra gli atomi coinvolti nella reazione. Questa distribuzione elettronica determina la natura della legame chimico che si forma tra gli atomi.
Inoltre, gli atomi con orbitali di valenza simili tendono ad avere proprietà chimiche simili. Ad esempio, i gruppi di elementi nella tavola periodica che hanno lo stesso numero di elettroni di valenza (ad esempio, il gruppo dei metalli alcalini) tendono ad avere proprietà chimiche simili.

## Importanza nella stabilità degli atomi
L'orbitale di valenza è anche importante perché determina le proprietà chimiche di un atomo. Gli atomi con orbitali di valenza pieni tendono ad essere stabili e poco reattivi, mentre quelli con orbitali di valenza incompleti tendono ad essere instabili e reattivi. Ad esempio, l'elio ha un orbitale di valenza completo con due elettroni, rendendolo un gas inerte, mentre il cloro ha sette elettroni di valenza incompleti, rendendolo altamente reattivo.